# 糸魚川総合病院
糸魚川総合病院（いといがわそうごうびょういん）は、新潟県糸魚川市にある医療機関。糸西地域の災害拠点病院である。
訪問看護ステーション「いといがわ」、糸魚川総合病院居宅介護支援事業所、健診センター「すこやか」、地域包括支援センターも併設している。

## 概要
1936年8月に着工し、1938年1月に落成。同年3月に上越医療購買利用組合連合会上越病院の分院として、現在の糸魚川市寺町4丁目3-1（現在ビーチホールまがたまが建設されている場所）にて開院した（木造2階建、病床数23床）。1941年3月には「糸魚川病院」に改名し、1952年4月には現在の新潟県厚生農業協同組合連合会に経営移管され、厚生連の病院となった。
開院以降、1974年1月29日に新病棟で業務開始するなど増改築を繰り返していたが、時代が進みにつれて手狭になってきたため、1991年11月に、現在地に現在の病院が竣工、同年12月1日に移転した。これに合わせて病院名も現在の「糸魚川総合病院」に改められた。1996年11月には、災害拠点病院指定がなされた。

## 診療科
- 内科
- 小児科
- 外科
- 脳神経外科（頭痛外来あり）
- 産婦人科
- 耳鼻咽喉科
- 眼科
- 整形外科
- 皮膚科
- 泌尿器科
- 精神科

- 麻酔科
- 歯科
- 放射線科
- 心臓血管外科
- 呼吸器外科
- リハビリテーション科
- 循環器内科
- 消化器内科
- 消化器外科
- 救急科

## 交通
- 正面入口に糸魚川バス「糸魚川総合病院」バス停が設けられている。
  - 糸魚川駅発着の路線を含む各方面からの路線バスが利用できる（糸魚川駅からの所要時間約20分）。
- 日本海ひすいライン えちご押上ひすい海岸駅より東へ約1.2 km（徒歩約17分）。